# De tamme boerenzoon
De tamme boerenzoon is een single van André van Duin. Het is afkomstig van zijn album De tamme boerenzoon.
Volgens de gegevens van het album betreft De tamme boerenzoon een cover van De wilde boerndochtere van Ivan Heylen met een nieuwe tekst door Jan Fillekers. Volgens de singlelabels zou het gaan om een lied van Harry Bannink met tekst van Jan Fillekers. Nadat Heylen in de media Bannink beschuldigde van plagiaat besloot Bannink, die geen zin had in gedoe, de rechten over te dragen aan Heylen. Van Duin zong het bijna parlando.
De B-kant Samen in bad is een cover van Qu’est-ce qu’on est bien dans son bain, geschreven door Christian Sarrel, Frank Thomas en Jean-Michel Rivat, een plaatje van Henri Salvador uit 1971. Het werd voorzien van een Nederlandse tekst door Fillekers.

## Hitnotering
Ivan Heylen zat Van Duin dwars met het origineel in de Nederlandse hitparades. Het origineel haalde de eerste plaats en zorgde samen met Sugar baby love van The Rubettes dat Van Duin de eerste plaats niet haalde. In België kreeg Van Duin helemaal geen voet aan de grond.

### Nederlandse Top 40
| Positie: | 20 | 6 | 2 | 2 | 4 | 9 | 14 | 37 | uit |

### NederlandseDaverende 30
| Positie: | 17 | 6 | 3 | 3 | 5 | 13 | 27 | uit |

### Radio Noordzee Top 50
| Positie: | 25 | 6 | 5 | 2 | 3 | 10 | 17 | 44 | uit |

### NPO Radio 2 Top 2000
De tamme boerenzoon stond alleen in 2004 in de NPO Radio 2 Top 2000, op plek 1661.